# Nadiem Amiri
Pour les articles homonymes, voir Amiri.
Nadiem Amiri, né le 27 octobre 1996 à Ludwigshafen (Allemagne), est un footballeur international allemand qui joue au poste de milieu relayeur au FSV Mayence.

## Carrière

### Jeunesse
Nadiem Amiri est né à Ludwigshafen dans une famille afghane. Ses cousins, Zubayr Amiri, Nauwid Amiri et Ramin Amiri, jouent également au football.
Capable de jouer dans l’axe du milieu de terrain ou sur un côté, son entraîneur le décrit comme spécial mais répète souvent que sa marge de progression est encore grande.

### Carrière en club

#### TSG Hoffenheim (2015-2019)
Nadiem Amiri rejoint les équipes de jeunes de TSG Hoffenheim en 2012 depuis Waldhof Mannheim. Il fait ses débuts en Bundesliga le 7 février 2015 contre le VfL Wolfsburg.
Malgré son jeune âge, il est titulaire dès sa première saison en 2015-2016.
Le 20 octobre 2017, Amiri marque un but lors de la victoire d'Hoffenheim 3 buts à 1 contre İstanbul Başakşehir FK en Ligue Europa, et scelle la toute première victoire de son club en Coupe d'Europe.

#### Bayer Leverkusen
Amiri signe un contrat de cinq ans avec le Bayer Leverkusen le 30 juillet 2019.

#### Prêt au Genoa
Le 29 janvier 2022, il rejoint la Serie A et le Genoa en prêt jusqu'à la fin de la saison. L'option d'achat sera automatiquement levée si certaines conditions sont remplies.

### En équipe nationale
Avec les moins de 19 ans, il participe au championnat d'Europe des moins de 19 ans en 2015. Lors de cette compétition, il joue trois matchs.
Amiri dispute ensuite avec les espoirs le championnat d'Europe espoirs en 2017. Il joue quatre matchs lors de ce tournoi, inscrivant un but contre le Danemark. L'Allemagne remporte la compétition en battant l'équipe d'Espagne en finale.
Amiri est sélectionné parmi l'un des trois joueurs nés avant 1997 pour les Jeux olympiques de Tokyo, où il marque dans chacun des deux premiers matchs de l'Allemagne olympique, une défaite contre le Brésil et une victoire sur l'Arabie saoudite.
Amiri fait ses débuts avec l'équipe nationale d'Allemagne le 9 octobre 2019 lors d'un match amical contre l'Argentine. Il remplace Julian Brandt à la 67e minute.

## Palmarès
| Allemagne espoirs - Euro espoirs - Vainqueur : 2017 |

🇩🇪 Allemagne :
.Bundesliga
Vainqueur : 2024

## Statistiques

### Détaillées
Le tableau ci-dessous récapitule les statistiques de Nadiem Amiri lors de sa carrière en club :

| Saison                | Club                  | Championnat           | Championnat | Championnat | Championnat | Coupe(s) nationale(s) | Coupe(s) nationale(s) | Coupe(s) nationale(s) | Compétition(s) continentale(s) | Compétition(s) continentale(s) | Compétition(s) continentale(s) | Compétition(s) continentale(s) | Total | Total | Total |
| Saison                | Club                  | Division              | M.          | B.          | P.d.        | M.                    | B.                    | P.d.                  | Comp.                          | M.                             | B.                             | P.d.                           | M.    | B.    | P.d.  |
| 2014-2015             | TSG Hoffenheim        | Bundesliga            | 7           | 0           | 0           | 2                     | 0                     | 0                     | -                              | -                              | -                              | -                              | 9     | 0     | 0     |
| 2015-2016             | TSG Hoffenheim        | Bundesliga            | 25          | 4           | 4           | -                     | -                     | -                     | -                              | -                              | -                              | -                              | 25    | 4     | 4     |
| 2016-2017             | TSG Hoffenheim        | Bundesliga            | 33          | 2           | 4           | 1                     | 0                     | 0                     | -                              | -                              | -                              | -                              | 34    | 2     | 4     |
| 2017-2018             | TSG Hoffenheim        | Bundesliga            | 28          | 2           | 3           | 1                     | 1                     | 0                     | C1+C3                          | 1+3                            | 0+1                            | 0                              | 33    | 4     | 3     |
| 2018-2019             | TSG Hoffenheim        | Bundesliga            | 13          | 3           | 1           | -                     | -                     | -                     | C1                             | 1                              | 0                              | 0                              | 14    | 3     | 1     |
| Sous-total            | Sous-total            | Sous-total            | 106         | 11          | 12          | 4                     | 1                     | 0                     | -                              | 5                              | 1                              | 0                              | 115   | 13    | 12    |
| 2019-2020             | Bayer Leverkusen      | Bundesliga            | 30          | 1           | 2           | 5                     | 0                     | 1                     | C1+C3                          | 4+3                            | 0                              | 0                              | 42    | 1     | 3     |
| 2020-2021             | Bayer Leverkusen      | Bundesliga            | 29          | 2           | -           | 2                     | 2                     | -                     | C3                             | 8                              | 1                              | 2                              | 39    | 5     | 2     |
| 2021-2022             | Bayer Leverkusen      | Bundesliga            | 13          | 1           | 0           | 2                     | 0                     | 0                     | C3                             | 5                              | 1                              | 2                              | 20    | 2     | 2     |
| 2022-2023             | Bayer Leverkusen      | Bundesliga            | 25          | 4           | 1           | -                     | -                     | -                     | C1+C3                          | 5+6                            | 0+0                            | 1+0                            | 36    | 4     | 2     |
| 2023-2024             | Bayer Leverkusen      | Bundesliga            | 8           | 0           | 0           | 1                     | 0                     | 1                     | C3                             | -                              | -                              | -                              | 9     | 0     | 1     |
| Sous-total            | Sous-total            | Sous-total            | 104         | 8           | 3           | 10                    | 2                     | 2                     | -                              | 31                             | 2                              | 5                              | 145   | 12    | 10    |
| 2021-2022             | Genoa CFC (prêt)      | Serie A               | 13          | 0           | 1           | -                     | -                     | -                     | -                              | -                              | -                              | -                              | 13    | 0     | 1     |
| 2023-2024             | FSV Mayence           | Bundesliga            | 15          | 1           | 4           | -                     | -                     | -                     | -                              | -                              | -                              | -                              | 15    | 1     | 4     |
| 2024-2025             | FSV Mayence           | Bundesliga            | 30          | 7           | 8           | 2                     | 1                     | 0                     | -                              | -                              | -                              | -                              | 32    | 8     | 8     |
| Sous-total            | Sous-total            | Sous-total            | 45          | 8           | 12          | 2                     | 1                     | 0                     | -                              | -                              | -                              | -                              | 47    | 9     | 12    |
| Total sur la carrière | Total sur la carrière | Total sur la carrière | 270         | 27          | 34          | 16                    | 4                     | 3                     | -                              | 36                             | 3                              | 5                              | 322   | 34    | 42    |

### En sélection
| Saison                | Sélection             | Phases finales        | Phases finales | Phases finales | Phases finales | Éliminatoires | Éliminatoires | Éliminatoires | Ligue des nations | Ligue des nations | Ligue des nations | Matchs amicaux | Matchs amicaux | Matchs amicaux | Total | Total | Total |
| Saison                | Sélection             | Compétition           | M              | B              | Pd             | M             | B             | Pd            | M                 | B                 | Pd                | M              | B              | Pd             | M     | B     | Pd    |
| --------------------- | --------------------- | --------------------- | -------------- | -------------- | -------------- | ------------- | ------------- | ------------- | ----------------- | ----------------- | ----------------- | -------------- | -------------- | -------------- | ----- | ----- | ----- |
| 2019-2020             | Allemagne             | -                     | -              | -              | -              | 1             | 0             | 0             | -                 | -                 | -                 | 2              | 0              | 0              | 3     | 0     | 0     |
| 2020-2021             | Allemagne             | -                     | -              | -              | -              | -             | -             | -             | -                 | -                 | -                 | 2              | 0              | 0              | 2     | 0     | 0     |
| 2024-2025             | Allemagne             | -                     | -              | -              | -              | -             | -             | -             | 2                 | 0                 | 0                 | -              | -              | -              | 2     | 0     | 0     |
| Total sur la carrière | Total sur la carrière | Total sur la carrière | 0              | 0              | 0              | 1             | 0             | 0             | 2                 | 0                 | 0                 | 4              | 0              | 0              | 7     | 0     | 0     |